# Brookesia griveaudi
Brookesia griveaudi is een hagedis uit de familie kameleons (Chamaeleonidae).

## Naam en indeling
Het is een van de kortstaartkameleons uit het geslacht Brookesia. De wetenschappelijke naam van de soort werd voor het eerst voorgesteld door Édouard Raoul Brygoo, Patrick Blanc en Charles Domergue in 1974. De soortaanduiding griveaudi is een eerbetoon aan Paul Griveaud.

## Verspreiding en habitat
De kameleon komt endemisch voor in delen van noordelijk Madagaskar. De habitat bestaat uit de strooisellaag van tropische en subtropische bossen. De soort is aangetroffen van zeeniveau tot op een hoogte van ongeveer 1350 meter boven zeeniveau.

## Beschermingsstatus
Door de internationale natuurbeschermingsorganisatie IUCN is de beschermingsstatus 'gevoelig' toegewezen (Near Threatened of NT).